# Gangstaz
Gangstaz (ook bekend als Last Chance) is een Amerikaanse misdaadfilm uit 1996 onder regie van Ace Cruz.

## Verhaal
Na een klus voor Mr. Rodrigo wil Billy Castro, werkzaam in Los Angeles, het leven van drugsdealer vaarwel zeggen. Met zijn vriend Tyrone heerst Billy over naargeestige buurten waar afrekeningen in het criminele circuit geen uitzondering vormen. Zijn barbaarse behandeling van onbetrouwbare klanten maken hem allesbehalve geliefd bij zijn vijanden, maar hij zoekt naar innerlijke rust en wil met zijn jeugdliefde Ana een vreedzaam bestaan opbouwen. Billy overtuigt zijn heerlijke vriendin dat hij zich niet meer in de onderwereld begeeft. Tijdens een bezoek aan zus Judy raadt het wezenloze meisje Billy aan om het geloof in zijn ziel toe te laten, terwijl broer Jeffrey hem niet kan vergeven dat zijn verdorven praktijken de dood van hun moeder hebben veroorzaakt.
Tyrone snuift de drugs die hij moet verhandelen en maakt steeds meer schulden bij Dave Kuziak, een corrupte agent die door de politie in beslag genomen drugs verkoopt aan de gebroeders Alfredo. Alex Alfredo, vroeger een gevreesde judas voor Billy en Tyrone, leidt de lokale maffia, maar krijgt met zijn handlangers – onder wie Bones, Junior, Tony, Rufo en Laurence – geen fatsoenlijke grip op het maaiveld van moorden dat het tweetal achterlaat. Billy's neef Mario staat op de stoep, vervroegd vrijgekomen uit de gevangenis, maar de aanwezigheid van het verloren familielid blijkt een smerige truc van een smerige smeris die de sullige jongen verlinking in ruil voor strafvermindering heeft beloofd.
Tijdens een etentje wijst Tyrone – na het dumpen van Ricky in bijzijn van Sheila – Billy op hun laatste klus: Kuziaks huis binnenvallen en een lading drugs en geld ontvreemden die zich in de woning bevindt. Ana verlaat Billy om zijn leugen, trekt tijdelijk in bij een vriendin, maar laat zich later door hem overhalen om met Billy een nieuw bestaan te beginnen op Boracay, een klein eiland in de Filipijnen, hun beider thuishaven. Ann heeft twee jaar geleden haar ouders verloren en richt zich sindsdien volledig op het opvoeden van haar tienerzusje Kate. Ann wil slechts met Billy naar zijn uitgestippelde bestemming wanneer voor Kate een plaats in zijn handel en wandel is weggelegd.
Tijdens hun laatste klus doodt Tyrone Kuziak, waarna Alex met zijn handlangers wraak neemt op Tyrone. Een keten van geweld dreigt voor Billy, Ann en Kate nog blijvende schade aan te richten, maar Billy zint op een laatste vergelding om zijn verleden definitief achter zich te laten. Na een onstuimige afrekening pakt het drietal de koffers, stapt naar buiten en stiefelt naar de wagen, maar een duistere schim uit het nabije verleden – een moeder die door Billy's toedoen in het park haar zoon heeft verloren – schiet voor hun vertrek hun droom aan flarden.

## Rolverdeling
| Acteur             | Personage           |
| ------------------ | ------------------- |
| Ace Cruz           | Billy Castro        |
| Judy Ann Santos    | Judy Castro         |
| Jeffrey Santos     | Jeffrey Castro      |
| Maria Hanson       | moeder Castro       |
| Dante Basco        | Mario               |
| Jamie Bay          | Ann                 |
| Serena Lynn        | Kate                |
| Karen J. Borja     | vriendin Ann        |
| Todd Bridges       | Tyrone              |
| Jennifer Aquino    | Sheila              |
| Chantel Rae        | Ricky               |
| Joshua Schulman    | Dave Kuziak         |
| Jerome Hughes      | Alex Alfredo        |
| Albert Ibarra      | Bones               |
| Esteban Zul        | Junior              |
| Derek Chin         | Tony                |
| Gabriel Benavidez  | Rufo                |
| Al Alvarez         | Laurence            |
| Phylis Reynolds    | moeder in park      |
| Raymond Bagatsing  | Mr. Rodrigo         |
| Joseph Gutierrez   | Billy Castro (jong) |
| DeAndre            | Tyrone (jong)       |
| Jonathan Gutierrez | fietser             |
| Gabe               | fietser             |
| Gibran Gonzales    | fietser             |